# Грибів
Грибів (пол. Grybów) — місто в південній Польщі, на річці Бяла. Належить до Новосондецького повіту Малопольського воєводства. Розташоване на теренах Лемківщини — української етнічної території, на якій здавна проживала в меншості в цьому районі, етнографічна група українців — лемки.   

## Історія
У січні 1920 р. Грибів став столицею Лемко-Русинської Республіки і рада у Грибові стала центральним органом держави, а Качмарчик Ярослав Теофілович — президентом. Столична історія закінчилась 8 січня 1921 р. арештом поляками керівників республіки.
У 1920-1946 рр. українці Грибова належали до парафії Більцарева Грибівського деканату Перемишльської єпархії (з 1934 р. — Апостольської адміністрації Лемківщини).

## Демографія
Демографічна структура станом на 31 березня 2011 року:
|          | Загалом | Допрацездатний вік | Працездатний вік | Постпрацездатний вік |
| -------- | ------- | ------------------ | ---------------- | -------------------- |
| Чоловіки | 3030    | 657                | 2046             | 327                  |
| Жінки    | 3231    | 690                | 1839             | 702                  |
| Разом    | 6261    | 1347               | 3885             | 1029                 |

## Транспорт

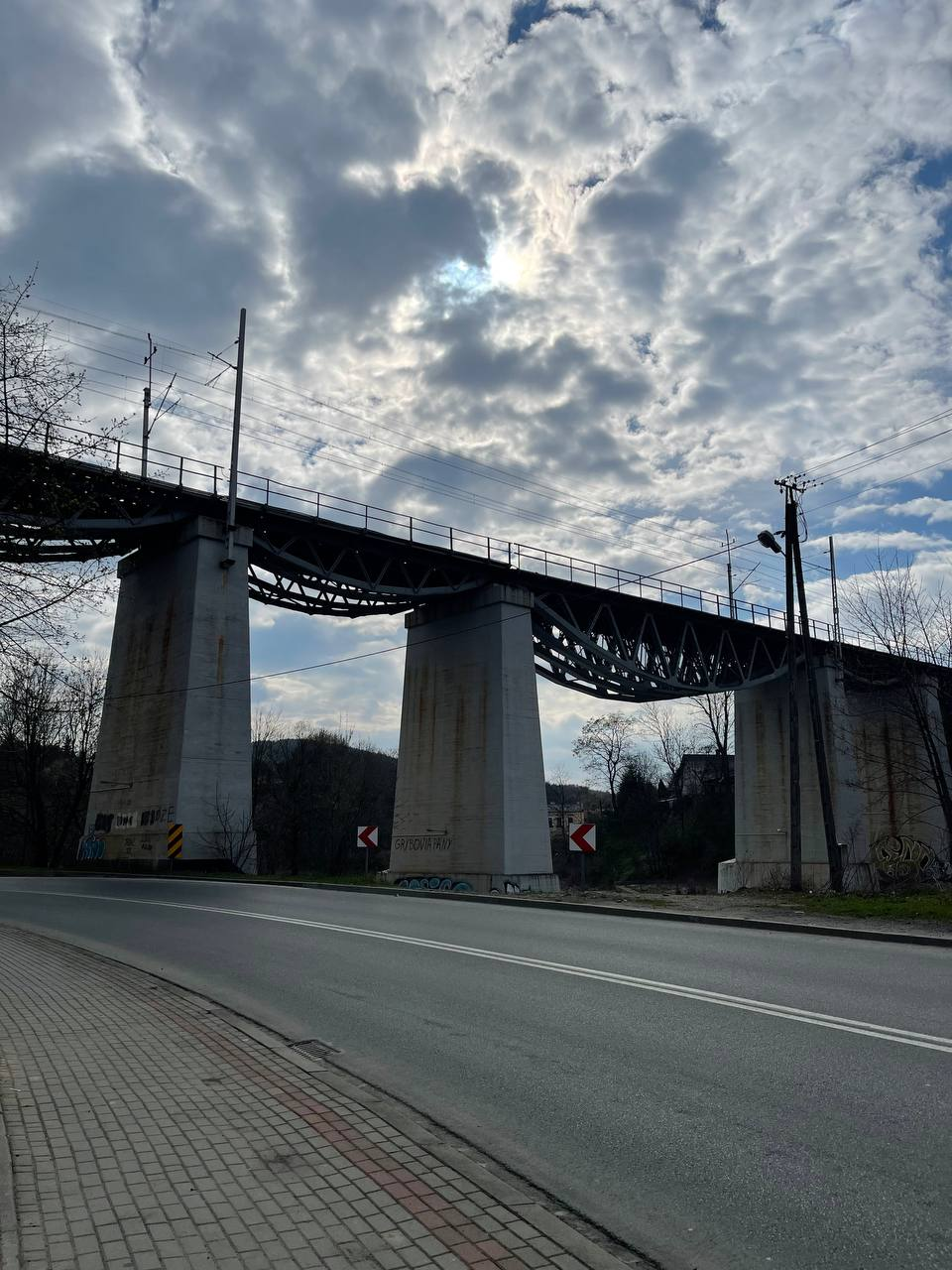
Залізничний міст у Грибові

У Грибові є залізничний королівський міст протяжністю 125 метрів, якому більше 70 років. Міст з'єднує Малопольське воєводство зі Словаччиною та Угорщиною.

## Відомі люди
- Бандрівська Одарка Карлівна — українська камерна співачка (сопрано), піаністка, педагог; фундатор Музею Соломії Крушельницької у Львові.